# Armazém alfandegado
Armazém alfandegado ou armazém geral alfandegário permite que mercadorias/equipamentos, tanto importados como destinados a exportação, fiquem estocados até o desembaraço alfandegário, sendo de total responsabilidade do referido armazém a observância das leis e normas fiscais vigentes na praça. Para tanto é necessária autorização governamental para funcionamento.